# سیارک ۱۰۳۴۰
سیارک ۱۰۳۴۰ (به انگلیسی: 10340 Jostjahn، نامگذاری:1991RT40) ده هزار و سیصد و چهلمین سیارک کشف شده‌است که در ۱۰ سپتامبر ۱۹۹۱ کشف شد.
قدر مطلق سیارک برابر ۱۳٫۴۰ است.